# Thiancourt
Thiancourt es una comuna francesa situada en el departamento del Territorio de Belfort, de la región de Borgoña-Franco Condado.
Los habitantes se llaman Thiancourtois.

## Geografía
Está ubicada a 14 km al sur de Belfort y 3 km al norte de Delle. Forma una única aglomeración con Grandvillars.

## Demografía
| 131 | 128 | 162 | 183 | 211 | 219 | 252 | 302 |
| Para los censos de 1962 a 1999 la población legal corresponde a la población sin duplicidades (Fuente: INSEE [Consultar]) |     |     |     |     |     |     |     |